# Роздолля (Запорізький район)
Роздо́лля — село в Україні, у Павлівській сільській громаді Запорізького району Запорізької області. Населення станом на 1 січня 2007 рік складало 55 осіб. 

## Географія
Село Роздолля розташоване за 41 км від обласного центра, за 6 км від міста Вільнянськ, за 0,5 км від села Зелене, біля витоків річки Вільнянка. Поруч пролягають автошлях національного значення Н15 (Запоріжжя — Донецьк) та залізнична лінія Синельникове I — Запоріжжя I, пасажирський зупинний пункт Значкове, залізнична станція Вільнянськ (за 6 км). Площа села — 43,5 га, кількість домогосподарств — 51.

## Історія
Село заснована 1870 року.
7 (20) листопада 1917 року, відповідно до Третього Універсалу Української Центральної Ради, увійшло до складу Української Народної Республіки.
У 1932—1933 роках селяни пережили сталінський геноцид.
З 24 серпня 1991 року село у складі Незалежної України.
День села досі відзначається 21 вересня. Саме в цей день 1943 року село Роздолля була звільнено  Червоною армією від німецько-фашистських загарбників. На цивільному кладовищі знаходиться братська могила вояків Червоної армії.
До 2016 входило до складу Павлівської сільської ради. 
16 грудня 2016 року, в ході децентралізації, село увійшло до складу Павлівської сільської громади.
12 червня 2020 року, відповідно до розпорядження Кабінету Міністрів України № 713-р «Про визначення адміністративних центрів та затвердження територій територіальних громад Запорізької області», село увійшло до складу Павлівської сільської територіальної громади.
19 липня 2020 року, в результаті адміністративно-територіальної реформи та ліквідації Вільнянського району, село увійшло до складу новоутвореного Запорізького району.

## Населення

### Мова
Розподіл населення за рідною мовою за даними перепису 2001 року:
| Мова       | Кількість | Відсоток |
| ---------- | --------- | -------- |
| українська | 61        | 84.72%   |
| російська  | 11        | 15.28%   |
| Усього     | 72        | 100%     |

## Особистість
В селі Роздолля народився відомий хлібороб, Герой Соціалістичної Праці Єрьоменко Іван Никифорович (1926—2009). 